# میگل اوریبه توربای
میگل اوریبه توربای (اسپانیایی: Miguel Uribe Turbay‎; اسپانیایی: [miˈɣel uˈɾiβe tuɾˈβaj]، ۲۸ ژانویه ۱۹۸۶ – ۱۱ اوت ۲۰۲۵) سیاستمدار کلمبیایی بود که از سال ۲۰۲۲ تا زمان ترورش در سال ۲۰۲۵ به‌عنوان سناتور در مجلس سنای کلمبیا خدمت کرد. او عضو حزب محافظه‌کار مرکز دموکراتیک بود و در پی کسب نامزدی این حزب برای انتخابات ریاست‌جمهوری ۲۰۲۶ بود. اوریبه توربای نوهٔ خولیو سزار توربای آیالا، رئیس‌جمهور پیشین کلمبیا بود. در ۷ ژوئن ۲۰۲۵، در جریان یک گردهمایی انتخاباتی در بوگوتا هدف سوءقصد مسلحانه قرار گرفت و دو ماه بعد، در ۱۱ اوت، درگذشت.

## پیشینه
میگل اوریبه توربای در سال ۱۹۸۶ در بوگوتا، کلمبیا، از دیانا توربای و میگل اوریبه لوندونیو زاده شد. خانواده سرشناس توربای از نوادگان مهاجران لبنانی هستند که در اواخر سدهٔ نوزدهم به کلمبیا آمدند. پدربزرگ مادری او، خولیو سزار توربای آیالا، فرزند یک مهاجر لبنانی، از سال ۱۹۷۸ تا ۱۹۸۲ رئیس‌جمهور کلمبیا بود و مادربزرگ مادری‌اش، نیدیا کویینترو توربای، بانوی اول پیشین کلمبیا به‌شمار می‌رفت.
مادر او، دیانا توربای، حقوقدان، روزنامه‌نگار و مدیر برنامهٔ خبری کریپتون بود. در سال ۱۹۹۰، او توسط کارتل مدئین ربوده شد و در ۱۹۹۱، در جریان یک عملیات نجات ناموفق، کشته شد. پس از مرگ مادر، میگل اوریبه توربای توسط پدرش، میگل اوریبه لوندونیو، بزرگ شد؛ لوندونیو عضو پیشین شورای شهر بوگوتا، سناتور حزب محافظه‌کار و رئیس فدراسیون ملی تولیدکنندگان کاکائو بود.
اوریبه توربای دارای مدرک حقوق و کارشناسی ارشد سیاست‌گذاری عمومی از دانشگاه آندس و کارشناسی ارشد مدیریت دولتی از مدرسه حکومت هاروارد بود.
او با ماریا کلودیا تاراسونا ازدواج کرده بود.

## حرفه سیاسی

### عضو شورای شهر بوگوتا
در سال ۲۰۱۲، میگل اوریبه توربای در سن ۲۵ سالگی به‌عنوان عضو شورای شهر بوگوتا انتخاب شد. او در جریان کارزار انتخاباتی خود با سیاستمداران حزب لیبرال کلمبیا از جمله دیوید لونا، خوان مانوئل گالان و سیمون گاویریا (پسر رئیس‌جمهور پیشین، سزار گاوریا) همکاری داشت. در نخستین سال فعالیتش در شورا، از سوی خبرنگاران به‌عنوان «چهرهٔ تازه‌کار سال» انتخاب شد و در سال ۲۰۱۴ با کسب ۳۲ رأی از ۴۵ رأی ممکن، به ریاست شورای منطقه برگزیده شد.
او به‌عنوان یکی از مخالفان برجستهٔ شهردار وقت بوگوتا و رئیس‌جمهور فعلی، گوستاوو پترو، شناخته می‌شد و از نحوهٔ مدیریت او بر سیستم جدید جمع‌آوری زباله و برنامه‌های اجتماعی‌اش انتقاد می‌کرد.

### دبیرکل حکومت
در سال ۲۰۱۶، در سن ۳۰ سالگی، اوریبه به عنوان دبیرکل حکومت در زمان شهردار انریکه پنیالوسا منصوب شد و پس از دریافت حمایت از معاون وقت ریاست‌جمهوری، ژرمان وارگاس لراس، به جوانترین دبیرکل حکومت در تاریخ بوگوتا تبدیل شد.
در دوران مسئولیت او، نرخ قتل در بوگوتا در سال ۲۰۱۸ اندکی کاهش یافت، در حالی که در سطح ملی برای نخستین بار در پنج سال گذشته افزایش پیدا کرد. با این حال، در نیمهٔ نخست سال ۲۰۱۹، سرقت‌ها ۱۷ درصد افزایش یافت و احساس ناامنی در میان شهروندان بالا رفت.
در سال ۲۰۱۶، دفتر حقوقی دبیرکل حکومت بوگوتا در پروندهٔ قتل فجیع روزا الویرا سِلی یک نظر حقوقی صادر کرد که به دلیل لحنی متهم‌کننده نسبت به قربانی، جنجال‌برانگیز شد. اوریبه توربای توضیح داد که در تهیهٔ این نظر حقوقی با او مشورت نشده بود و از خانوادهٔ سِلی پوزش خواست.

### نامزدی شهرداری بوگوتا
در سال ۲۰۱۸، اوریبه از سمت دبیرکلی حکومت استعفا داد تا در انتخابات شهرداری بوگوتا در سال ۲۰۱۹ نامزد شود. نامزدی او به‌صورت مستقل و از طریق جنبش شهروندی «آوانسِموس» (به معنای بیایید پیش برویم) ثبت شد که موفق به جمع‌آوری ۴۰۰ هزار امضا و تأیید آن‌ها توسط ثبت احوال ملی شد. کارزار انتخاباتی او با حمایت بخش‌ها و احزاب سیاسی گوناگون از جمله حزب لیبرال، حزب محافظه‌کار، کلمبیا خوستا لیبرس، حزب میرا و حزب مرکز دموکراتیک همراه شد. حزب مرکز دموکراتیک پس از تصمیم‌گیری مبنی بر اینکه اوریبه توربای گزینه‌ای عملی‌تر از نامزد اولیه‌اش، آنخلا گارسون است، حمایت خود را به او منتقل کرد. پیشنهادهای انتخاباتی اوریبه توربای عمدتاً بر دفاع از برنامه‌های شهرداری انریکه پنیالوسا متمرکز بود، به ویژه پروژهٔ متروی هوایی، شهرسازی در ذخیره‌گاه جنگلی توماس فان در هامن، ایجاد سیستم‌های حمل‌ونقل چندوجهی و به‌طور کلی ادامهٔ طرح‌های زیرساختی و برنامه‌های باقی‌مانده از دولت پیشین.
اوریبه توربای در نهایت با کسب ۴۲۶٬۹۸۲ رأی و جایگاه چهارم، نتیجه‌ای ضعیف به دست آورد که بازتابی از پایین بودن محبوبیت دولت پنیالوسا – که او یکی از چهره‌های شاخص آن بود – به‌شمار می‌رفت. سرانجام، کلودیا لوپز در این انتخابات به پیروزی رسید.

### سنای جمهوری
در ۵ دسامبر ۲۰۲۱، آلوارو اوریبه، رئیس‌جمهور پیشین، اعلام کرد که از اختیارات ویژهٔ خود به‌عنوان رهبر عالی حزب مرکز دموکراتیک استفاده کرده و میگل اوریبه توربای را به‌عنوان سرلیست انتخاباتی سنا معرفی می‌کند. این تصمیم پذیرفته شد، اما با واکنش منفی برخی از اعضای باسابقهٔ حزب، از جمله ماریا فرناند ا کابال و پالُما والنسیا، روبه‌رو گردید. با این حال، اوریبه توربای به لطف قرار گرفتن در این موقعیت، بیشترین آرا را در فهرست باز کسب کرد و در ۱۳ مارس ۲۰۲۲ به‌عنوان سناتور انتخاب شد.

### نامزدی احتمالی ریاست‌جمهوری
در ۴ مارس ۲۰۲۵، میگل اوریبه توربای رسماً قصد خود را برای نامزدی ریاست‌جمهوری به‌عنوان کاندیدای حزب مرکز دموکراتیک اعلام کرد. رقبای درون‌حزبی او شامل ماریا فرناند ا کابال، پالُما والنسیا، آندرس گِرا و پائولا هولگین بودند. بنا بر نظرسنجی‌هایی که در پایان سال ۲۰۲۴ انجام شد، اوریبه به‌عنوان گزینهٔ محبوب جناح خود ظاهر شد و اندکی از کابال پیشی گرفت. با این حال، سایر نامزدهای احتمالی اعتبار این نظرسنجی‌ها را زیر سؤال بردند.

## ترور
در ۷ ژوئن ۲۰۲۵، میگل اوریبه توربای در جریان یک گردهمایی انتخاباتی در پارک ال گُلفیتو در محلهٔ مدلیا، ناحیه فونتیبونِ بوگوتا، از پشت هدف گلوله قرار گرفت. بی‌بی‌سی گزارش داد که او «سه بار هدف شلیک قرار گرفت – گفته می‌شود دو بار به سر». پس از تیراندازی، بین محافظان او و مهاجم مسلح درگیری مسلحانه رخ داد که طی آن مهاجم از ناحیهٔ پا تیر خورد. رهگذران نیز پیش از انتقال او به بازداشتگاه، هنگام فرار، وی را مورد ضرب و جرح قرار دادند. در این حمله، دو نفر دیگر نیز زخمی شدند. در ویدئوی ضبط‌شده هنگام دستگیری، مهاجم فریاد می‌زد: «ببخشید، این کار را برای پول و برای خانواده‌ام انجام دادم».

### درمان و مرگ
اوریبه توربای ابتدا به مرکز پزشکی ان‌گاتیوا در غرب بوگوتا منتقل شد و همان شب با آمبولانس به بیمارستان بنیاد سانتا فه در بوگوتا انتقال یافت. در آن‌جا، دکتر فرناندو هاکیم، جراح مغز و اعصاب ارشد، هدایت یک عمل جراحی ترکیبی مغز و اعصاب و جراحی عروق محیطی را بر عهده گرفت. در اطلاعیه‌ای که ساعت ۰۱:۱۰ بامداد ۸ ژوئن صادر شد، بیمارستان اعلام کرد که او در وضعیت بحرانی بستری شده است.
این عمل موفقیت‌آمیز بود و اوریبه توربای زنده از اتاق عمل خارج شد. با وجود نشانه‌هایی از بهبود عصبی، او پس از جراحی نخست همچنان در بخش مراقبت‌های ویژه در وضعیتی «بسیار وخیم» قرار داشت. در ۱۶ ژوئن، به دلیل خونریزی مغزی، تحت عمل جراحی اضطراری دیگری قرار گرفت. سرانجام، در بامداد ۱۱ اوت، حدود دو ماه پس از سوءقصد، در سن ۳۹ سالگی در یکی از بیمارستان‌های بوگوتا درگذشت. رئیس‌جمهور گوستاوو پترو روز ۱۲ اوت را عزای ملی اعلام کرد.

### مظنون
مظنون این حادثه که یک پسر ۱۵ ساله توصیف شده است، بازداشت شد. مقام‌ها اعلام کردند که بر این باورند وی یک قاتل قراردادی بوده که توسط دیگران اجیر شده است. این مظنون در دادگاه مورخ ۱۰ ژوئن اتهامات را نپذیرفت. در ۱۳ ژوئن، دادستان‌های کلمبیا یک همدست مظنون را که خود را تسلیم کرده بود، متهم کردند. همچنین در ۵ ژوئیه ۲۰۲۵، مردی که گفته می‌شود طراح اصلی این سوءقصد بوده، در بوگوتا دستگیر شد.